# Beechcraft King Air
La Beechcraft King Air es una familia de aviones de doble turbohélice diseñados y producidos por el fabricante aeronáutico estadounidense Beechcraft. Se trata de un desarrollo de la aeronave Beechcraft Queen Air, de la cual se distingue principalmente por el cambio de planta motriz, así como en la incorporación de un fuselaje presurizado. 

## Diseño y desarrollo
La línea King Air comprende una serie de modelos que inicialmente se dividieron en dos familias: el Model 90 y el Model 100, que se conocen como King Air, mientras que los Model 200 y 300 fueron comercializadas como Super King Air, aunque en 1996 pasaron a denominarse King Air. Del King Air se han llegado a desarrollar también numerosas versiones, tanto para uso civil como militar. Entre las versiones militares están el Beechcraft U-21, una versión híbrida no presurizada, desarrollada específicamente para el Ejército de los Estados Unidos, mientras que los VC-6 y T-44 son versiones derivadas del Model 90. Bajo la denominación Beechcraft C-12 Huron están las versiones derivadas de los Model 200 y 300. Entre los derivados civiles se encuentran los Beechcraft Model 99 y Beechcraft 1900, que son variantes específicas para la aviación comercial.

### King Air 90

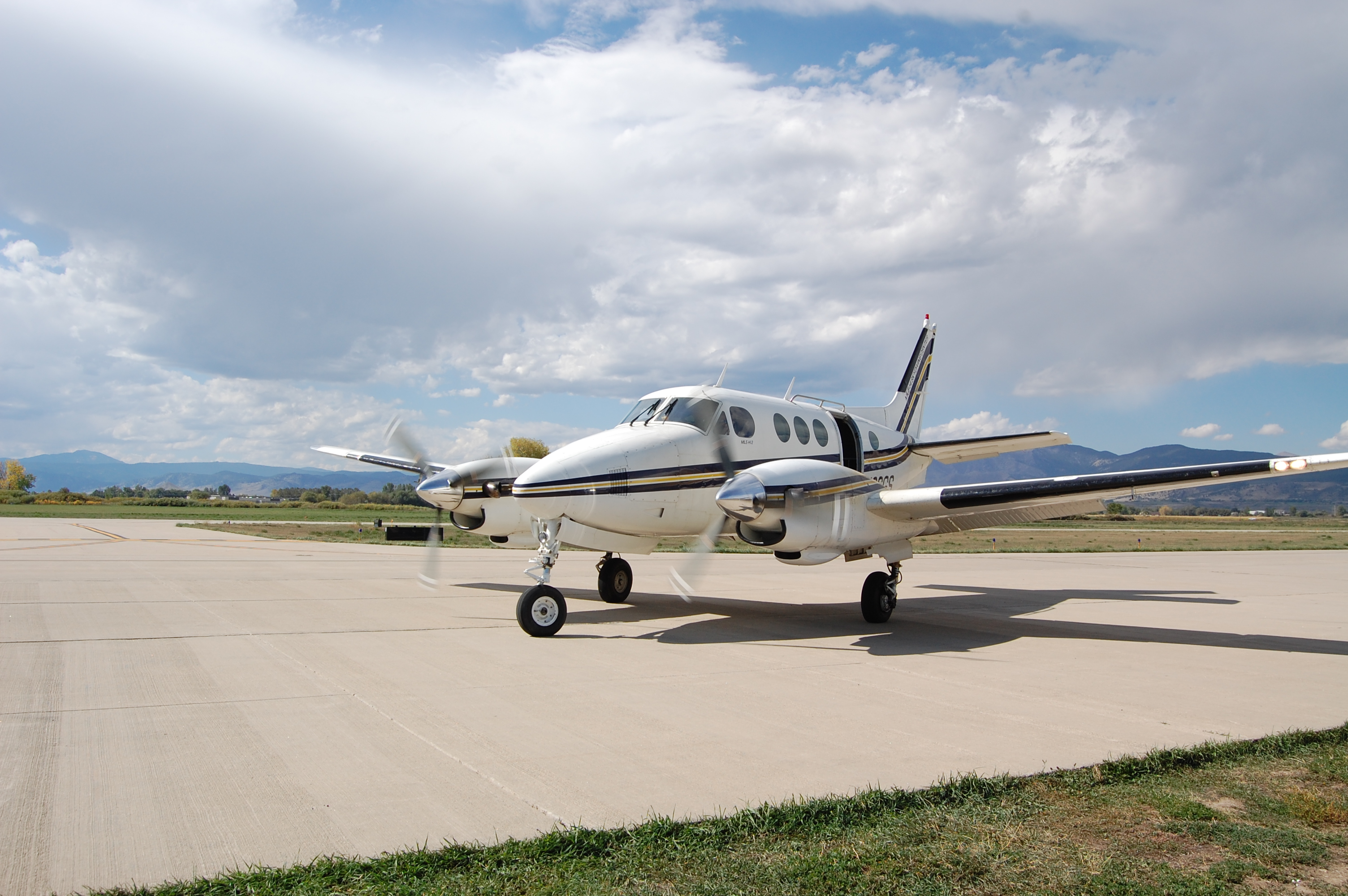
King Air A90 de Mile-Hi Skydiving, Longmont, CO Vance Brand Airport.

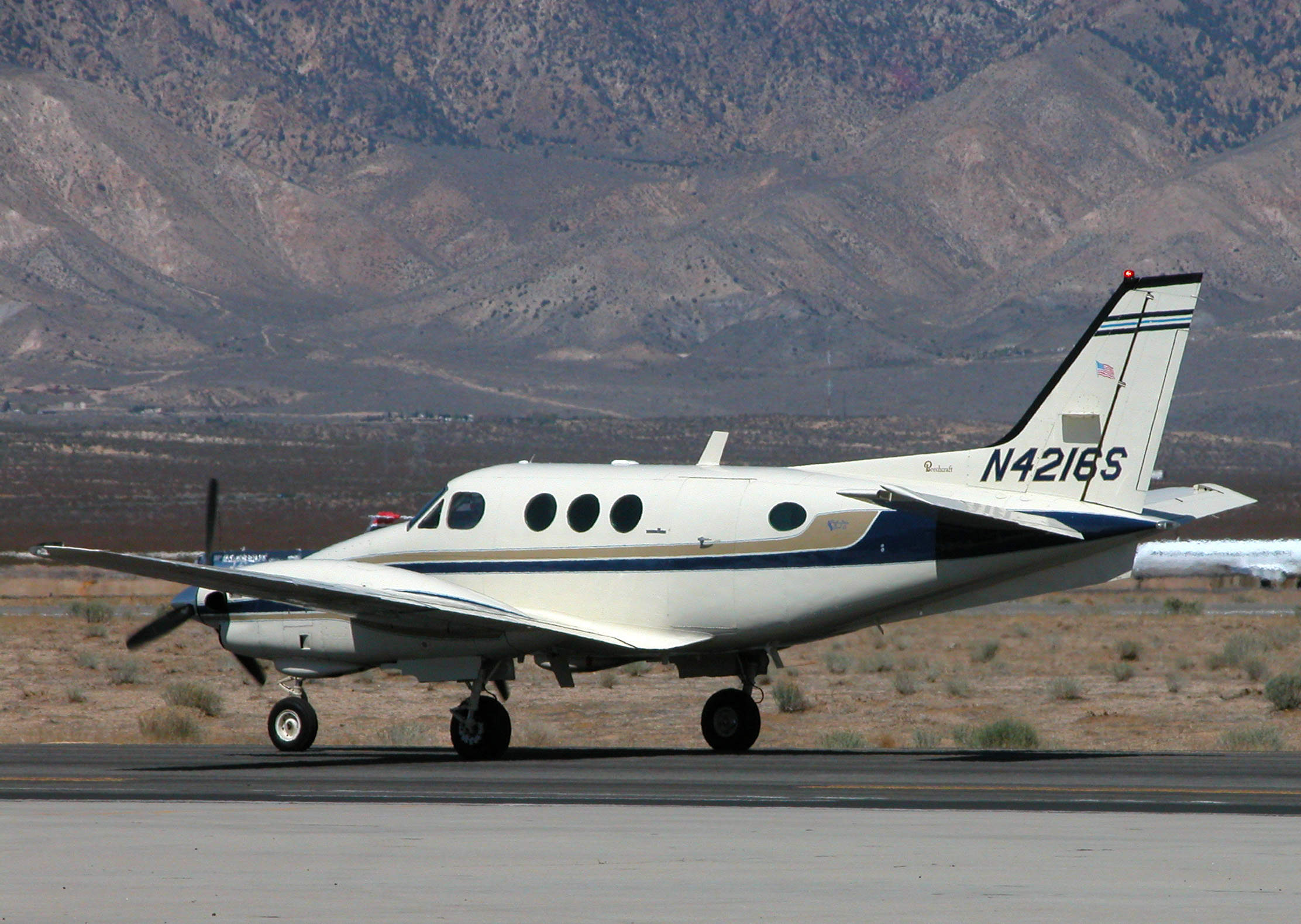
Un E90 King Air carretea en el Mojave Spaceport.

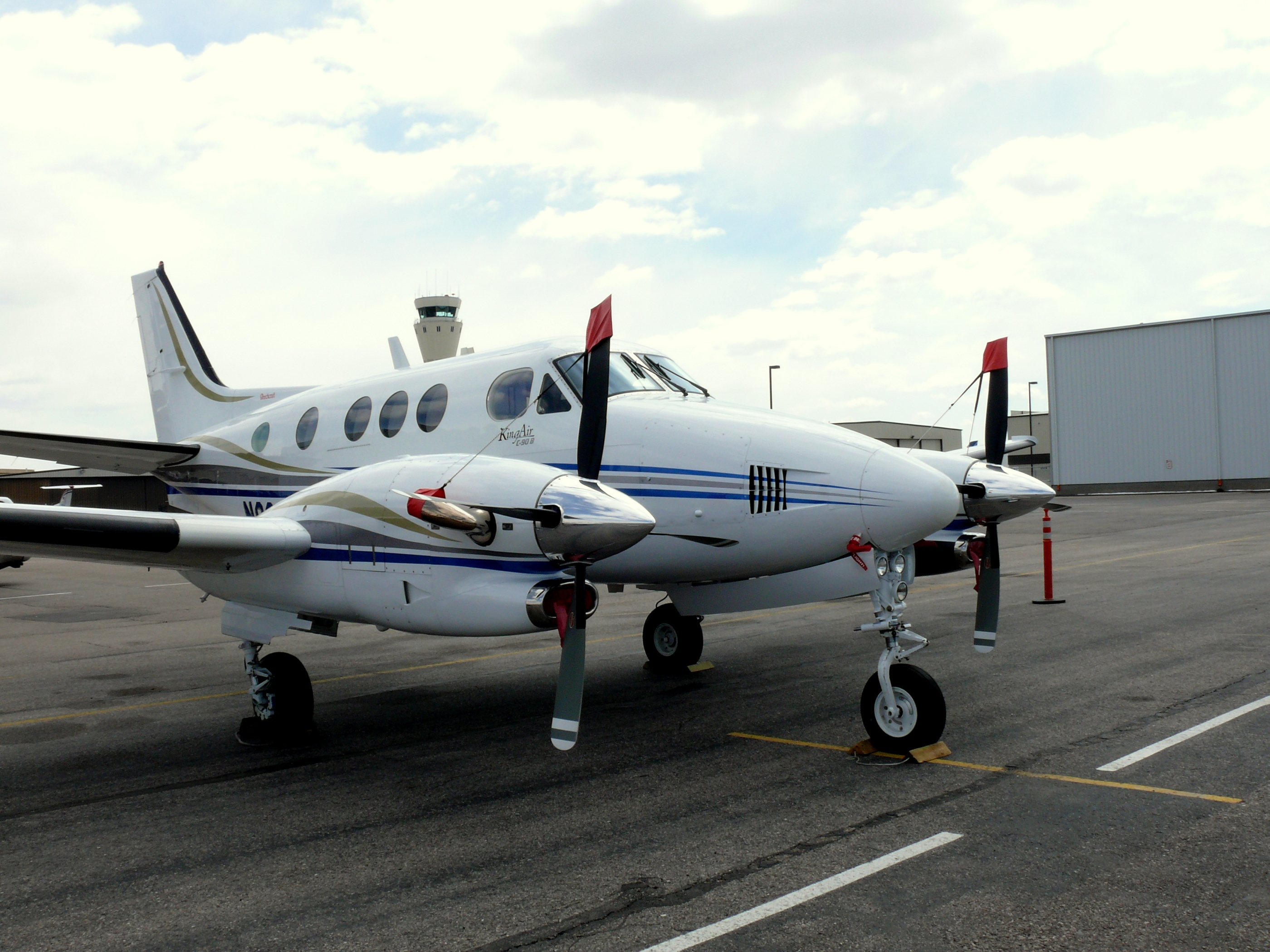
Un King Air C90 en el Centennial Airport.

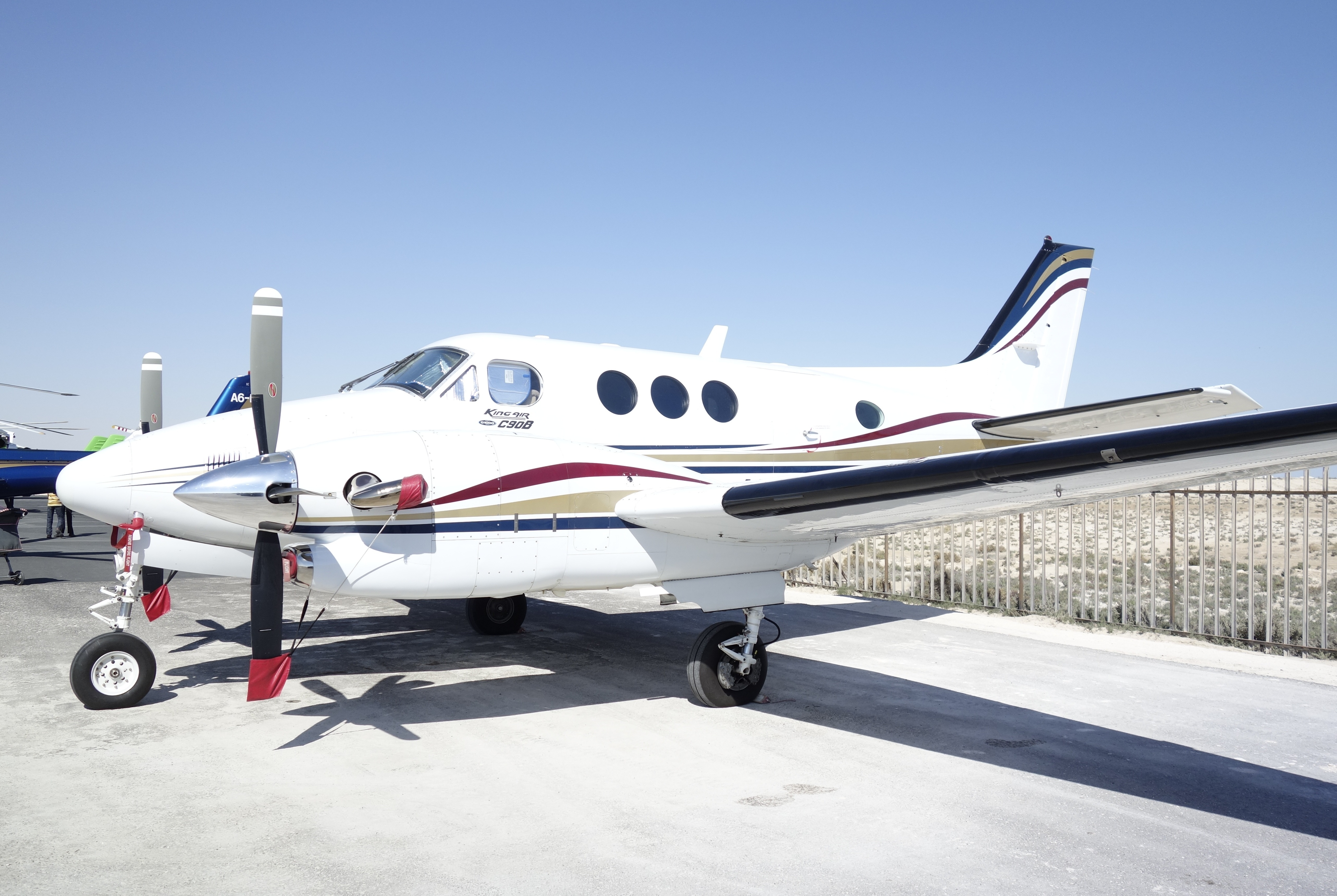
Un C90B en el Al Khor Airport.

El desarrollo del King Air 90 se empezó a concebir en el año 1961. En mayo de 1963, Beechcraft dio comienzo a los vuelos de pruebas de una versión de desarrollo, modificada a partir de una aeronave Queen Air, a la que se le añadieron los motores Pratt & Whitney Canada PT6A-6, y que se denominó como Model 87. El 14 de julio, Beechcraft anunció su lanzamiento, y un mes más tarde comenzó a aceptar pedidos para esta versión inicial del King Air, comenzándose las entregas en otoño de 1964. El 24 de enero de 1964, realizó su primer vuelo el prototipo de una variante mejorada, denominada Model 65-90, también equipada con motores PT6A-6. El primer avión de producción se entregó el 8 de octubre, y al final de ese mismo mes, Beechcraft había recibido 152 pedidos de esta variante.
En 1966, después de haberse fabricado 112 unidades del Model 65-90, la producción dio paso al Model 65-A90, equipado con motores PT6A-20. Este nuevo modelo también gozó de gran popularidad, llegándose a fabricar 206 unidades en menos de dos años, cuando la producción dio paso al Model B90, saliendo el primer aparato de la línea de producción en 1968. Las versiones militares construidas durante estos años, incluido los 65-A90-1, 65-A90-2, 65-A90-3 y 65-A90-4, son todos modelos sin cabina presurizada, basados en el Model 87. Estos fueron producidos para el Ejército de los Estados Unidos, que los denominó bajo el nombre de U-21, estando muchos de ellos equipados para la vigilancia electrónica en el campo de batalla. Un total de 162 U-21 se construyeron entre los años 1967 y 1971.
Se llegaron a fabricar un total de 184 unidades del Model B90, antes de que el Model C90 se introdujese en el año 1971. El C90 se caracterizaba por un aumento en la envergadura con respecto a los modelos anteriores en 1,5 m hasta los 15,32 m; el peso máximo al despegue se incrementó en 160 kg hasta los 4378 kg, así mismo se añadieron los motores PT6A-20A. El  Model E90 se presentó al año siguiente, el cual incorporaba los motores PT6A-28, llegándose a producir al mismo tiempo que la variante C90.
La serie King Air 90 siguió actualizándose, dando lugar al Model F90, seguido del Model F90-1. La gama del Model F90 se diferenciaba por disponer de cola en T acoplada al fuselaje, igual a la instalada en el King Air 200, mientras que contaba con las alas del E90, y con motores PT6A-135 de cuatro palas, capaces de generar 560 kW (750 SHP). El prototipo del F90 realizó su primer vuelo el 16 de enero de 1978, del que se llegaron a fabricar un total de 203 unidades entre los años 1979 y 1983, cuando el F90 fue sustituido por el F90-1. El prototipo del F90 se remotorizó con dos motores Garrett AiResearch TPE-331 para poner a prueba la viabilidad del Model G90, aunque finalmente este modelo no entró en producción.
El Model C90-1 empezó a producirse en el año 1982, después de que se fabricasen un total de 507 C90 y 347 E90. En este modelo se instalaron dos motores PT6A-21, y también se aplicaron mejoras en el sistema de presurización. De esta variante se fabricaron 54 unidades. Al año siguiente se comenzó la producción del Model F90-1, al que se le instalaron los motores PT6A-135A, lo que implicó el rediseño del carenado de los mismos, también se le instaló un tren de aterrizaje hidráulico. Se fabricaron un total de 33 unidades de este modelo.

### King Air 100

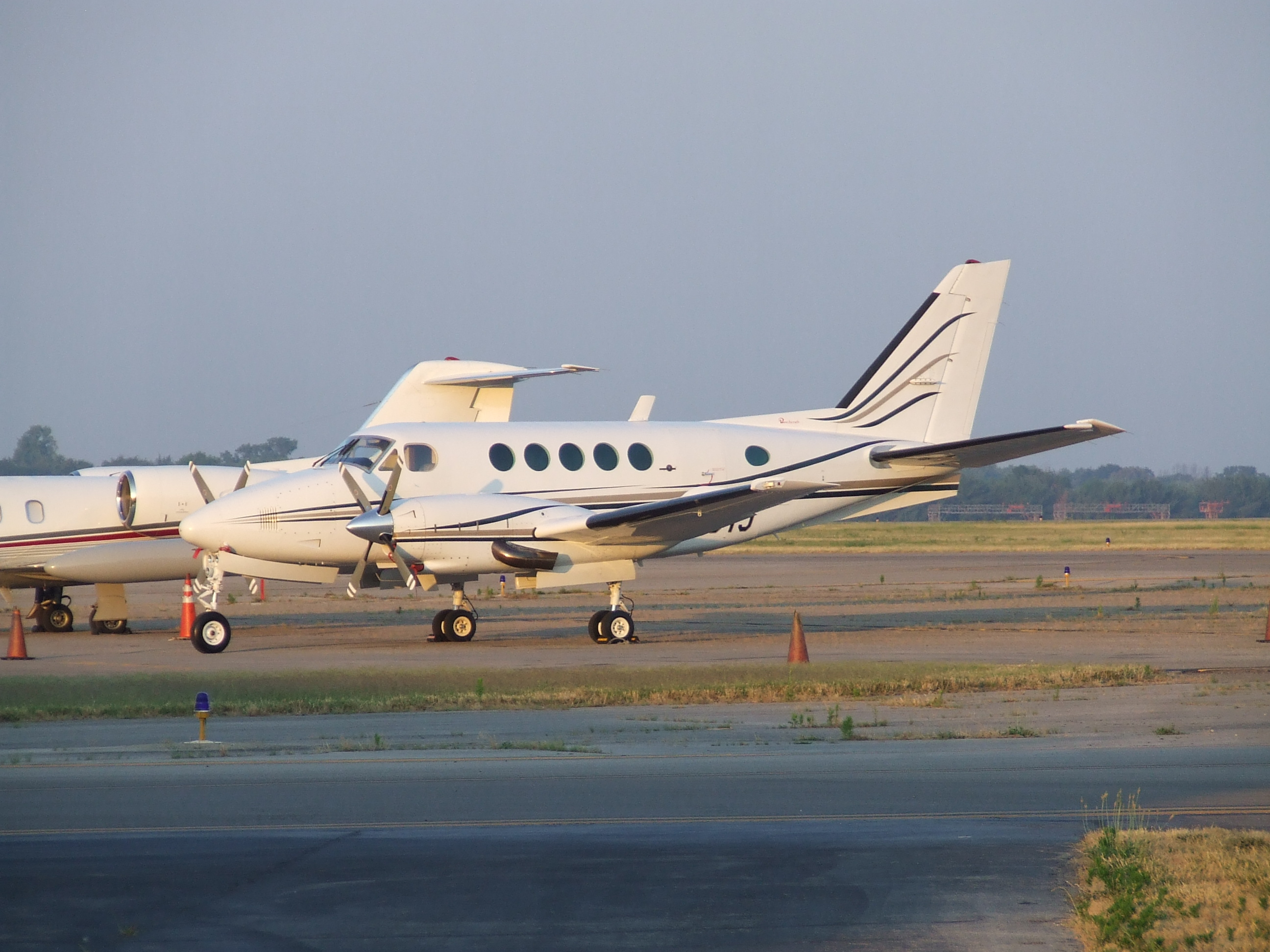
Un B100 King Air con motores Garrett.

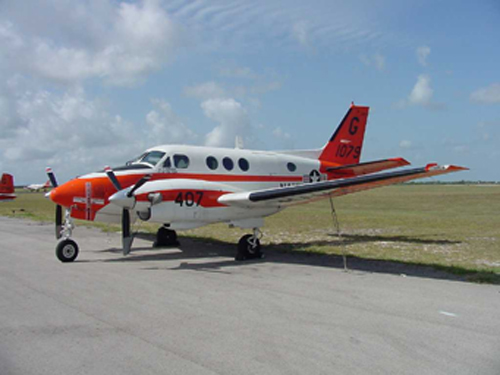
T-44A Pegasus de la Armada estadounidense.

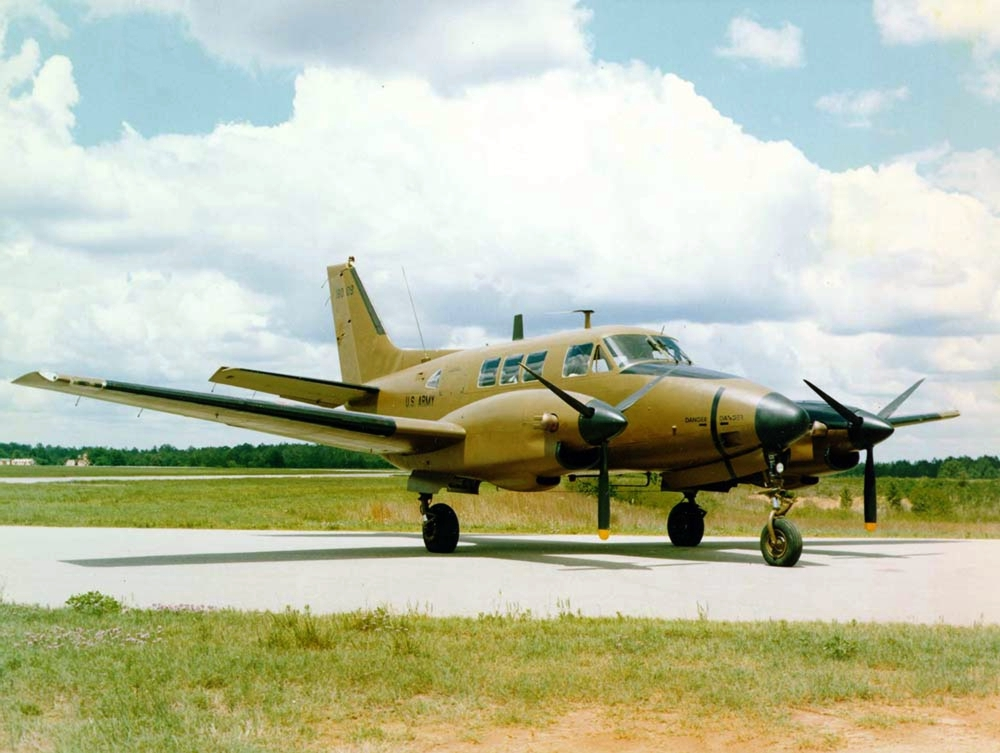
Un U-21 Ute del Ejército estadounidense.

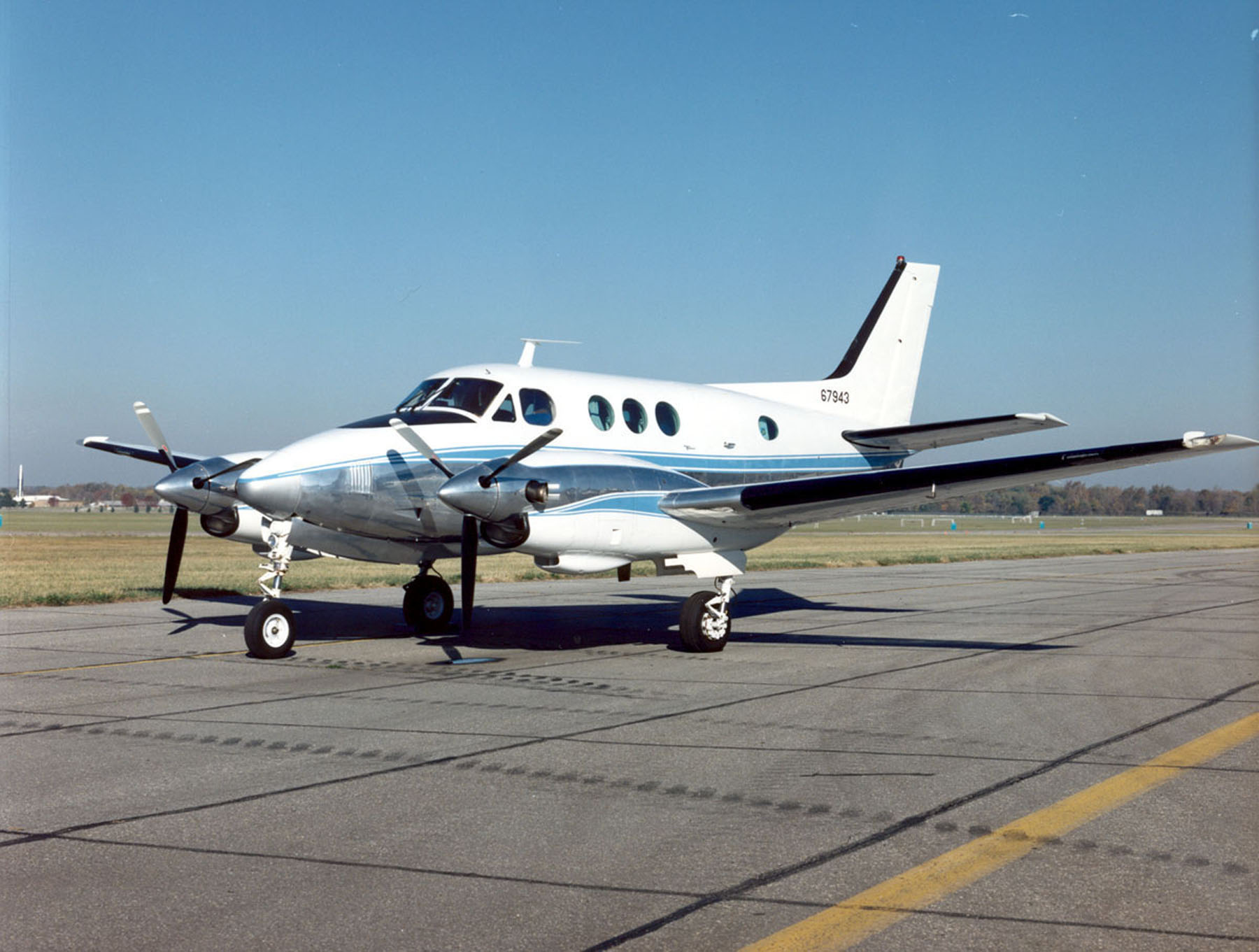
VC-6A usado como Air Force One.

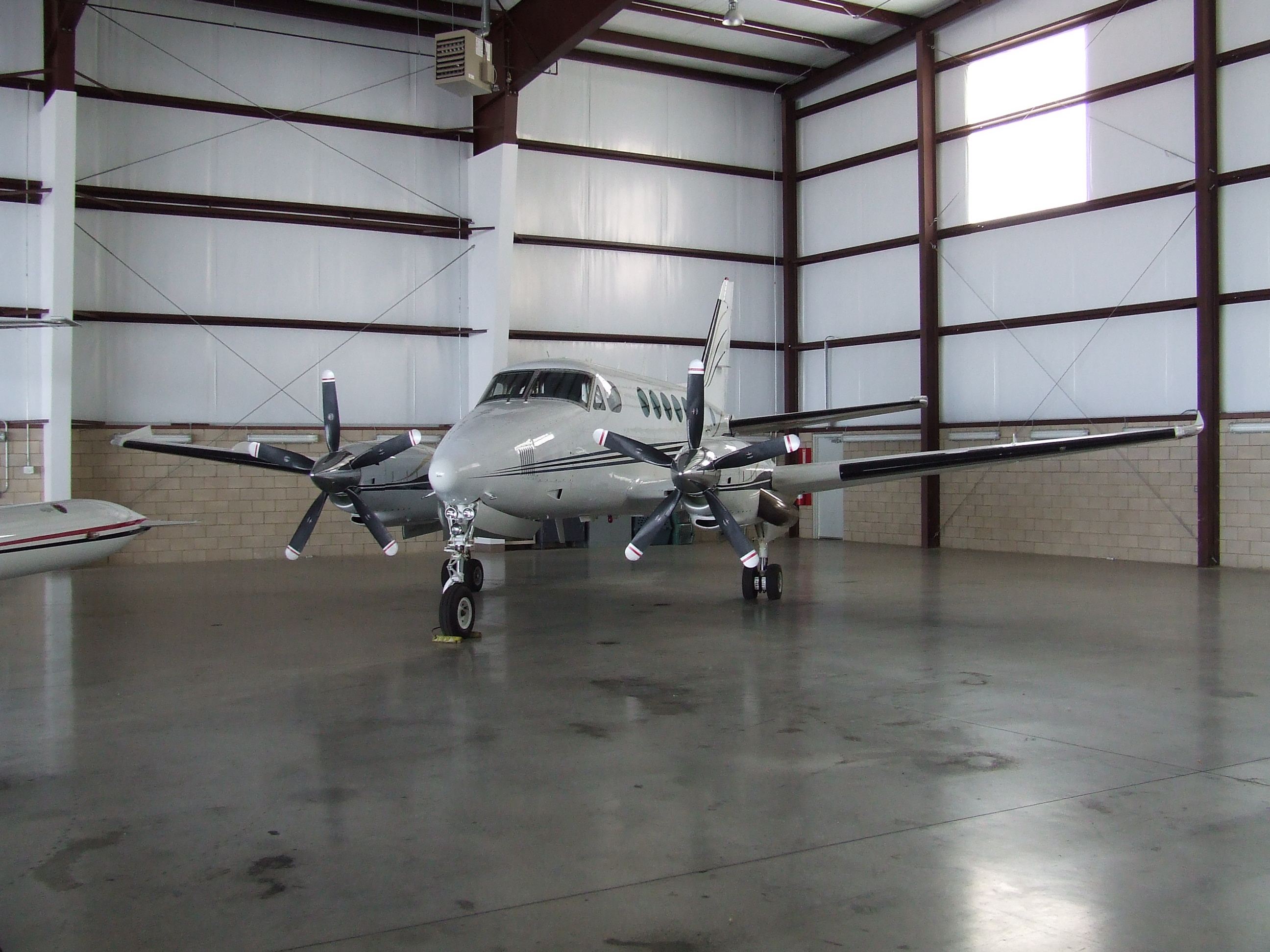
Un B100 King Air modificado con hélices de cinco palas.

El Model 100 es una versión alargada, derivada del Model 90, en la que se instalaron 5 ventanillas laterales en la cabina de pasajeros en lugar de las 3 originales de la variante anterior. Su peso máximo al despegue se incrementó en 590 kg, hasta alcanzar los 4810 kg. En el Model 100 se instalaron las alas, sección de cola y motores (dos PT6A-28 de 620 shp de potencia) que equipaban al avión comercial Model 99, que a su vez era un desarrollo del Queen Air (al igual que en el Model 90).
El Model 100 realizó su primer vuelo el 17 de marzo de 1969, siendo presentado oficialmente en mayo del mismo año. Se llegaron a fabricar un total de 89 aparatos de esta versión antes de que fuese sustituido por el Model A100 en el año 1972, con un incremento adicional en el peso máximo al despegue hasta los 5220 kg, incremento en la capacidad de combustible en 360 L, y con hélices de cuatro palas.

## Variantes

### Designaciones de Beechcraft
Model 87
Avión de pruebas "demostrador de concepto" basado en el Model A80 con turbohélices PT6A-6; uno construido.
Model 65-90
Basado en el Model 88 con dos turbohélices PT6A-6 y peso máximo al despegue de 4082,3 kg; 112 construidos.
Model 65-A90
Model 90 con peso máximo al despegue de 4218,4 kg, dos motores PT6A-20 de 550 shp, cubierta de vuelo rediseñada y un nuevo sistema anti hielo del motor; 206 construidos.
Model 65-A90-1
Basado en el Model 87, sin presurizar, con ventanas cuadradas y motores PT6A-20 de 550 shp; 141 construidos y entregados al Ejército estadounidense con la designación U-21A.
Model 65-A90-2
Variante especializada de guerra electrónica del A90-1 con cinco asientos; tres construidos como U-21B (más tarde RU-21B).
Model 65-A90-3
Variante del A90-2 con equipo electrónico mejorado; dos construidos para el Ejército estadounidense con la designación RU-21C.
Model 65-A90-4
Variante del Project Guardrail del A90-2, fuselaje ensanchado y mayor peso cargado; 16 construidos para el Ejército estadounidense.
Model B90
Basado en el A90 con peso máximo el despegue de 4377,2 kg, alerones mejorados y envergadura alar incrementada, presurización e instrumentación mejorados, y ventana lateral extra; 184 construidos.
Model C90
Basado en el B90, pero usando el sistema de aire acondicionado y presurización del Model 100, motores PT6A-21 de 550 shp; 507 construidos.
Model C90-1
C90 mejorado con cola del E90 y salida de potencia mejorada, diferencial máximo de presión de cabina aumentado, 54 construidos en 1982 y 1983.
Model C90A
C90-1 mejorado con retracción del tren de aterrizaje mejorada, sistema eléctrico mejorado y uso del sistema de calefacción y presurización del F90-1; 235 construidos entre 1984 y 1992. Dos motores turbohélice de turbina libre y flujo reversible Pratt & Whitney PT6A-21 de 550 shp cada uno.
C90B y C90SE
Nombres comerciales de versiones del C90A producidas entre 1992 y 2005; 456 construidos, el modelo B tiene un peso máximo al despegue de 4581,3 kg, hélices Hartzell más silenciosas de 2,3 m de diámetro, de cuatro palas, velocidad constante y totalmente reversibles, y sistema dinámico absorbente de vibraciones (de resonancia pasiva).
Model C90GT
Versión con motores PT6A-135A de 750 shp limitados a 550 shp, para mejorar las prestaciones de ascenso y crucero; 97 construidos.
Model C90GTi
Variante del C90GT de "cabina de cristal" con equipo de aviónica Collins Proline 21; 90 construidos como mínimo.
Model C90GTx
Versión de producción de 2010 con winglets añadidos como estándar de fábrica, máximo peso al despegue incrementado a 4756 kg para una mejor flexibilidad de carga útil con el máximo de combustible.
Model D90
No construida, un prototipo abandonado.
Model E90
C90 con motores PT6A-28 de 680 shp y peso máximo al despegue de 4581,3 kg, voló por primera vez en 1972, 347 construidos.
Model F90
C90 con cola en T y alas del Model 200, dos motores PT6A-135 de 750 shp y hélices de cuatro palas; 196 construidos.
Model F90-1
F90 con motores PT6A-135A; 32 construidos.
Model G90
Prototipo del F90 remotorizado con Garrett TPE-331 en lugar de los originalmente instalados Pratt & Whitney PT6.
Model H90
C90 modificado como entrenador de pilotos para la Armada estadounidense con motores PT6A-34B de 750 shp; 61 construidos.
Model 100
B90 con fuselaje alargado  de 1,3 m, mayor cola vertical, dos motores PT6A-28 de 680 shp, primer vuelo en 1969; 89 construidos.
Model A100
Model 100 con capacidad adicional de combustible, hélices de cuatro palas y dos ventanas laterales extras; 157 construidos.
Model A100-1
Designación por razones de compra de tres variantes Model 200 de vigilancia de zona de combate para el Ejército de los Estados Unidos como RU-21J.
Model A100A
A100 con motores PT6A-28A y peso máximo al despegue de 5352,4 kg.
Model A100C
A100A con motores PT6A-36 de 750 shp.
Model B100
A100A con dos motores Garrett TPE-331 de 715 shp en vez de los Pratt & Whitney PT6 equipados en los modelos previos; 137 construidos.
Model C100
B100 con motores PT6A-135 de 750 shp.
Nextant G90XT
King Air equipado con motores General Electric H80.

### Designaciones militares
YU-21
Modificación de L-23 Seminole con turbohélices PT6A-6. Uno convertido.
U-21A Ute
Aviones utilitarios para el Ejército estadounidense, con el fuselaje del Queen Air 65-80 y las alas del King Air 65-90, equipados con PT6A-20 de 410 kW (550 hp). Beechcraft Model 65-A90-1, 141 construidos.
EU-21A
Conversión de como mínimo cinco U-21A como aviones repetidores de radio para usarlos en Vietnam. Más tarde reconvertidos al estándar U-21A.
JU-21A
Conversión de tres U-21A con el sistema de inteligencia de señales (SIGINT) Left Jab. Uno de estos aviones (67-18065) con el código de llamada "Vanguard 216", fue derribado por un misil superficie-aire cerca de la Zona desmilitarizada el 4 de marzo de 1971. Se declararon muertos a los cinco tripulantes. Sus cuerpos no fueron recuperados. Dos reconvertidos más tarde al estándar U-21A.
RU-21A
Conversión de cuatro U-21A para llevar equipo de radiogoniometría como parte del programa Cefirm Leader, para trabajar con los aviones RU-21B y RU-21C.
RU-21B
Avión de interceptación de señales como parte del programa Cefirm Leader. Equipado con PT6A-29 de 462 kW (620 hp) con tren de aterrizaje modificado. Beechcraft Model 65-A90-2, tres construidos.
RU-21C
Similar al RU-21B, pero llevando equipo de interferencias como parte del programa Cefirm Leader. Beechcraft Model 65-A90-3, dos construidos.
RU-21D
Sistema de avión SIGINT conocido como "Laffing Eagle" "V-Scan", desplegado en Vietnam, después de la guerra fueron convertidos en modelos RU-21H Guardrail, y a otros se les retiró el equipo electrónico para convertirse en aviones utilitarios U-21D. Beechcraft Model 65-A90-1, 18 construidos.
RU-21E
Versión ELINT con sistemas Guardrail II, IIA o IV. Beechcraft Model 65-A90-5, 16 construidos.
U-21F
Cinco King Air A100 usados por el Ejército estadounidense como aviones utilitarios/de transporte.
U-21G Ute
U-21A con cabina modificada, usados principalmente como aviones utilitarios, 17 conversiones.
RU-21G
Tres U-21G equipados con el sistema ELINT Guardrail I.
RU-21H
Conversión de 21 aviones RU-21D, E y F para llevar el sistema ELINT Guardrail V. Mayor peso cargado.
U-21H Ute
Modificación de 23 aviones RU-21E y G reemplazados en la misión ELINT por aviones posteriores, como aviones utilitarios.
JU-21H
Dos anteriores RU-21E convertidos en aviones de pruebas.
VC-6A
Dos B90 King Air, equipados con PT6A-20 de 410 kW (550 shp). Uno usado como transporte por el Ejército estadounidense, y otro como transporte VIP por la Fuerza Aérea estadounidense para el Presidente Lyndon B. Johnson.
T-44A Pegasus
Model H90 como aviones de entrenamiento polimotor para la Armada estadounidense, basada en el King Air B90; 61 construidos.
T-44C Pegasus
T-44A modernizado con aviónica Rockwell Collins Pro Line 21. 25 modernizados.

## Operadores

### Militares
Argelia
- Fuerza Aérea Argelina[24]

 Argentina

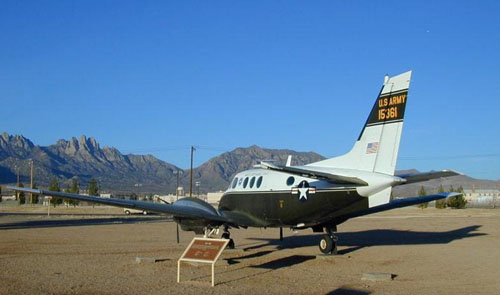
VC-6A de Ejército estadounidense (LJ-153), usado por Wernher von Braun, exhibido en el White Sands Missile Range Museum.

- Unidades de la Especialidad de Aviación del Ejército: un King Air 100.[25]
- Armada Argentina: 7 King Air 100.

 Barbados
- Fuerza de Defensa de Barbados

 Bolivia
- Fuerza Aérea Boliviana: un King Air 90, un King Air F90.

 Canadá
- Real Fuerza Aérea Canadiense
- Ocho C90A King Air fueron operados por Bombardier Aerospace como entrenadores con matrícula civil en favor de las Fuerzas Armadas Canadienses, entre 1992 y 2005.[26] Desde 2005, el consorcio Allied Wings ha operado siete C90B King Air con matrícula civil en favor de las CAF/RCAF.[27][28][29]

 Chile
- Fuerza Aérea de Chile[30]

 Colombia
 Costa de Marfil
 Ecuador
 España
- Ejército del Aire de España: nueve King Air C90.[31]

 Estados Unidos
- Fuerza Aérea de los Estados Unidos
- Ejército de los Estados Unidos
- Armada de los Estados Unidos: 61 King Air H90 como entrenadores de pilotos T-44A.[32]

 Filipinas
- Armada Filipina: 5 entrenadores TC-90 alquilados a la Fuerza Marítima de Autodefensa de Japón[33][34]

 Grecia
- Ejército Griego

 Guatemala
- Fuerza Aérea Guatemalteca

 Indonesia
- Fuerza Aérea del Ejército Nacional de Indonesia: dos A100 como entrenadores de navegación.[35]

 Israel
- Fuerza Aérea Israelí: pequeño número de anteriores RU-21 del Ejército estadounidense.[36]

 Jamaica
- Fuerza de Defensa de Jamaica: un King Air 100.[37]

 Japón
- Fuerza Marítima de Autodefensa de Japón: 18 King Air C90.[38]

 Marruecos
- Real Fuerza Aérea Marroquí: seis King Air A100.[39]

 México
- Fuerza Aérea Mexicana: un King Air 90.[40]

 Perú
- Fuerza Aérea del Perú: tres King Air C90.[41]

 Sri Lanka
 Tailandia
- Real Fuerza Aérea Tailandesa: como mínimo, un King Air E90.[42]

 Uruguay
 Venezuela
- Destacamento Aéreo de la Guardia Nacional de Venezuela: un King Air E90.[43]
- Armada Nacional de Venezuela: un King Air E90.[44]

### Gubernamentales
Argentina
- Gobierno de las Provincias de La Rioja, Tierra del Fuego y Catamarca.

 Canadá
- Gobierno de Canadá. Transport Canada.[45]
- Gobierno de la Provincia de Alberta.[45]
- Gobierno de la Provincia de Nuevo Brunswick.[45]
- Gobierno de la Provincia de Saskatchewan.[45]

 Chile
- Administración Civil de Aviación de Chile (DGAC).

 Colombia
- Policía Nacional de Colombia

 Costa Rica
- Servicio de Vigilancia Aérea de Costa Rica

 Estados Unidos
- Servicio Forestal de los Estados Unidos
- Administración para el Control de Drogas
- Administración Federal de Aviación
- Gobiernos de los Estados de Arizona, Arkansas, Colorado, Florida, Georgia, Indiana, Míchigan, Montana, Nuevo México, Dakota del Norte, Ohio y Tennessee.[46]
- NASA

 Irak
- Fuerza Aérea Iraquí: usado para entrenamiento.

 Papúa Nueva Guinea
- El "Departamento de Aviación Civil" operó un C90 King Air una serie de años, pero ahora opera un Model 200 Super King Air.

### Civiles
Además de su uso por operadores militares y gubernamentales, el King Air también es usado por muchas organizaciones no gubernamentales, así como por operadores privados y corporativos. Incluye el uso comercial por compañías de aerotaxi y chárter.
El Royal Flying Doctor Service operó previamente una gran cantidad de King Air Serie 90, pero retiró el último ejemplar en 2006, estandarizando con el King Air Serie 200 y el Pilatus PC-12 sus requerimientos de flota.

## Accidentes
- La tarde del domingo 24 de mayo de 1981, un Beechcraft King Air (FAE 001A) de la Fuerza Aérea Ecuatoriana (FAE), que transportaba al presidente Jaime Roldós Aguilera (había sido adquirido recientemente como avión presidencial), se estrelló contra el cerro de Huayrapungo ("Puerta de los Vientos", en quechua), en la Provincia de Loja. Además del Presidente, murieron todos los pasajeros de la aeronave: su esposa Martha Bucaram, el ministro de Defensa Marco Subía Martínez, Irlanda Sarango, los tenientes coroneles Héctor Torres y Armando Navarrete, el piloto y edecán del presidente, teniente coronel Marco Andrade, el copiloto teniente Galo Romo y la azafata Soledad Rosero. La aeronave había salido de Quito poco después de una ceremonia cívico-militar en el Estadio Olímpico Atahualpa, en donde se condecoró a los combatientes de la Guerra de Paquisha. Su destino era la localidad fronteriza de Macará, en donde el Presidente debía tomar un helicóptero que lo trasladaría al cercano pueblo de Zapotillo, donde tenía previsto participar en otra ceremonia. Debía volver a Quito esa misma tarde, para la sesión solemne del Consejo Provincial de Pichincha.
- El 7 de diciembre de 2009, un King Air de la serie 90 colisionó durante la aproximación al aeropuerto de Egelsbach, Hess (Alemania). Al entrar en un banco de niebla, el piloto perdió la visibilidad, descendiendo a demasiada velocidad hacia la pista del aeropuerto. Después de varios toques en el concreto, perdió el control y se salió de la pista, estrellándose en una zona arbolada. Murieron el piloto y los dos pasajeros. El informe del accidente determina como causa principal el fallo humano durante las maniobras de aproximación y descenso, favorecidas por la ingesta de alcohol.[48]
- El 25 de octubre de 2010, el Beechcraft King Air 100 con número de vuelo KBA103 y operado por Kenn Borek Air, se estrellaba en las proximidades del Aeropuerto de Kirby Lake en Alberta (Canadá), durante las maniobras de aproximación. El avión había salido del Aeropuerto de Edmonton City Centre en Alberta (Canadá). La escasa velocidad en el planeo, con falta de sustentación y el fallo de la alarma de entrada en pérdida fueron determinantes en el accidente. Falleció el piloto. Otro miembro de la tripulación, así como los ocho pasajeros, resultaron heridos de diversa consideración.[49]
- 12 de marzo de 2014, un Beechcraft King Air C90 adaptado como ambulancia, construido en 1977, con cinco personas a bordo, colisiona 15 minutos después del despegue. El vuelo había partido del aeropuerto de El Dorado de Bogotá con destino a Araracuara (Caquetá). Tras comunicar problemas técnicos a la torre de Villavicencio, el avión perdió velocidad durante la aproximación y se estrelló. Murieron todos los ocupantes.[50]
- El 19 de marzo de 2015, un Beechcraft King Air B90, operado por Taxi Aéreo Aviajet, se precipitó en las aguas de la laguna del Sauce, en las inmediaciones de la ciudad turística de Punta del Este, al sudeste del Uruguay. En el vuelo viajaban dos tripulantes y ocho pasajeros (siete argentinos y un portugués). Poco después del despegue, los dos motores comenzaron a arder y el avión entró en pérdida, precipitándose en la laguna. En este accidente no hubo supervivientes.
- El 4 de diciembre de 2016, un Beechcraft King Air C90, matriculado en Estados Unidos, se estrellaba en España entre los términos municipales de Sotillo de las Palomas y Segurilla (Toledo). El vuelo privado había partido desde el aeródromo de Cuatro Vientos de Madrid, y tenía como destino Cascais (Portugal). Sus cuatro ocupantes murieron en el acto.[51]
- 19 de diciembre de 2019, un Beechcraft 100 King Air de uso civil se estrella a unas 5 millas del Aeropuerto Caracas, en Charallave, debido a las malas condiciones climáticas, con un saldo total de 9 personas fallecidas, incluyendo tripulación; no hubo supervivientes.

## Especificaciones (B100)
Referencia datos: The International Directory of Civil Aircraft

### Características generales
- Tripulación: Uno o dos
- Capacidad: 13 pasajeros (máx.)
- Longitud: 12,2 m (39,9 ft)
- Envergadura: 14 m (45,9 ft)
- Altura: 4,7 m (15,4 ft)
- Superficie alar: 26 m² (279,9 ft²)
- Peso vacío: 3212 kg (7079,2 lb)
- Peso máximo al despegue: 5352 kg (11 795,8 lb)
- Planta motriz: 2× turbohélice TPE-331-6-251B o -252.
  - Potencia: 533 kW (735 HP; 725 CV) cada uno.
- Hélices: 1× Cuatripala por motor.

### Rendimiento
- Velocidad máxima operativa (Vno): 491 km/h (305 MPH; 265 kt)
- Velocidad crucero (Vc): 463 km/h (288 MPH; 250 kt)
- Alcance: 2455 km (1326 nmi; 1525 mi)
- Techo de vuelo: 7574 m (24 849 ft)
- Régimen de ascenso: 10,9 m/s (2140 ft/min)
- Carga alar: 205,8 kg/m² (42,2 lb/ft²)
- Potencia/peso: 199,17 W/kg (0,121 hp/lb)

## Aeronaves relacionadas

### Desarrollos relacionados
- Beechcraft Queen Air
- Beechcraft Super King Air
- Beechcraft Model 99

### Aeronaves similares
- Embraer EMB 121 Xingu
- Cessna 425
- Cessna 441
- Piper PA-31T Cheyenne
- Swearingen Merlin
- Piaggio P.180 Avanti
- Mitsubishi MU-2

### Secuencias de designación
- Secuencia Numérica (interna de Beechcraft): ← 77 - 80 - 85 - 87 - 88 - 90 - 95 - 99 - 100 - 101 - 120 - 200 - 300 - 350 →
- Secuencia T-_ (Entrenadores estadounidenses, 1948-presente): ← T-41 - T-42 - T-43 - T-44 - T-45 - T-46 - T-47 →
- Secuencia C-_ (Aviones de Carga estadounidenses, 1962-presente): ← C-3 - C-4 - C-5 - C-6 - C-7/B - C-8 - C-9 →
- Secuencia U-_ (Aviones Utilitarios estadounidenses, 1962-presente): ← U-18 - U-19 - U-20 - U-21 - U-22 - U-23 - U-24 →
- Secuencia B.PhTh._ (mapeo aéreo de las Reales Fuerzas Armadas Tailandesas): B.PhTh.1 - B.PhTh.2 - B.PhTh.3 - B.PhTh.4 - B.PhTh.5
- Secuencia E._ (Aeronaves de Escuela del Ejército del Aire español, 1954-1978): ← E.19 - E.20 - E.21 - E.22 - E.23 - E.24 - E.25 - E.30 →
- Secuencia E._ (Aeronaves de Escuela del Ejército del Aire español, 1978-presente): ← E.18 - E.19 - E.20 - E.22 - E.24 - E.25 - E.26 →
- Secuencia U._ (Aeronaves Utilitarias del Ejército del Aire español, 1978-presente): ← U.15 - UE.16 - UE.17 - U.22